# Jean-Olivier Zirignon
Jean-Olivier Zirignon, född 27 april 1971 i Abidjan, är en ivoriansk före detta friidrottare som tävlade i kortdistanslöpning. Zirignon deltog i 100 meterstävlingen vid två OS, Barcelona 1992 och Atlanta 1996. I Barcelona tog han sig till kvartsfinal, men i Atlanta kom han klart sist med den iögonfallande tiden 22,69.
Zignon tävlade också på 100 meter vid tre världsmästerskap och tog sig till semifinal i Tokyo 1991 samt till kvartsfinal i Stuttgart 1993 och i Aten 1997. Vid afrikanska mästerskapen tog Zirignon silver i Durban 1993. Han tog också en internationell guldmedalj på 100 meter, nämligen vid Jeux de la Francophonie i Antananarivo 1997, en återkommande multisporttävling öppen för deltagare från franskspråkiga länder och territorier. Tiden vid den tävlingen, 10,07 sekunder, är alltjämt gällande ivorianskt rekord (oktober 2009).
Vid inomhus-VM har Zirignon tävlat på 60 meter vid två tillfällen, Sevilla 1991 (semifinal) och Paris 1997 (utslagen i försöken).
Zirignon har även representerat sitt land ett flertal gånger på korta stafetten. Vid OS i Barcelona 1992 tog sig laget till final där man slutade sist. Övriga löpare i OS-laget var Ouattara Lagazane, Franck Waota och Gilles Bogui. Vid VM i Stuttgart 1993 var Elfenbenskusten åter i final, där det blev en sjundeplats genom Zirignon, Lagazane, Waota och Ibrahim Meité. Vid VM i Göteborg 1995 tog sig Zirignon, Meité, Ahmed Douhou och Eric Pacome till semifinal. Samma lag blev diskvalificerade i försöken vid VM i Aten 1997.

## Personliga rekord
| Gren           | Resultat | Datum            | Plats        | Kommentar                                      |
| -------------- | -------- | ---------------- | ------------ | ---------------------------------------------- |
| 100 m          | 10,07    | 3 september 1997 | Antananarivo | Ännu gällande ivorianskt rekord (oktober 2009) |
| 60 m (inomhus) | 6,64     | 30 januari 1998  | Dortmund     |                                                |